# Odoguiinha
Odoguiinha (Vitória de Santo Antão, 12 de octubre de 2005) es un actor y cantante brasileño.

## Primeros años
Jairo Douglas da Silva Lima nació en Vitória de Santo Antão, Pernambuco, el 12 de octubre de 2005. Es hijo de Ana Paula Gomes y André Fernando Lima, y hermano de Deyvson Fernando Lima. Se involucró con el arte desde temprana edad y vivió en su ciudad natal hasta 2014, cuando recibió una invitación para hacer un casting y se fue a vivir a São Paulo-SP.

## Carrera
Inició su carrera profesional como modelo, pero en 2014 comenzó a trabajar como actor y ganó protagonismo nacional al interpretar el papel de 'Tatu' en la telenovela de SBT, Chiquititas. Participó en la primera fase de la telenovela Amor sem Igual, como el personaje 'Arthur', pero debido a la pandemia de coronavirus la telenovela fue interrumpida y el personaje no reanudó la grabación en la segunda fase.
En 2021, interpretó el personaje de 'Guilherme' en la película Doce Encanto, junto al Ex-Carrossel Metturo, y dirigida por el cineasta brasileño Cássio Pereira dos Santos.
En 2024, anuncia la gira ‘Celebrities’, junto a Alana Sant Ex-La Voz Brasil de TV Globo,Priscila Senna, ex vocalista de la banda Musa, Luiz Kingsman y Vinicius Henuns, en quién lanzó los temas "Intro (Speed Up)", "3 Doses" y "Dice" en su repertorio.

## Espectáculos y eventos
Odoguiinha ya realizó varias presentaciones y apariciones en todo Brasil, además de haber modelado en concursos de moda en Pernambuco. Ha estado preparando un amplio repertorio para sus próximos espectáculos.

## Discografía

### Sencillos
- No me liga (2021)
- Não Me Liga - Remix (2022)
- Nuevo (2023)
- Introducción - Acelerar (2023)
- Muero Por Tenerte (2024)[14]
- Dado (2024)[15]

## Filmografía
Television
| año  | Título         | Papel   |
|      | Amor sem Igual | Arthur  |
| 2014 | Chiquititas    | Tatu #2 |

### Películas
| año  | Título       | Papel     |
| ---- | ------------ | --------- |
| 2021 | Doce Encanto | Guilherme |